# Rifampicin
Rifampicin nebo také rifampin (dle americké nomenklatury) je baktericidní antibiotikum ze skupiny rifamycinů. Jedná se semisyntetický produkt izolovaný z půdní bakterie Amycolatopsis rifamycinica. Rifampicin je dominantním lékem při léčbě tuberkulózy a lepry. Je účinný rovněž proti infekcím způsobených bakteriemi rodů Listeria, Legionella, Haemophillus, Neisseria. Mechanismus účinku spočívá v inhibici RNA-polymerázy v bakterialních buňkách, tím je znemožněna transkripce do mRNA a nedochází k syntéze proteinů.